# Nationalité tunisienne
La nationalité tunisienne lie les citoyens originaires de la République tunisienne à tous les droits et prérogatives attachés à cette nationalité. L'attribution de la nationalité tunisienne est régie par le code de la nationalité tunisienne de 1956, refondé en 1963.

## Acquisition
Le code de la nationalité tunisienne prévoit les cas suivants pour l'acquisition de la nationalité tunisienne.

### Par filiation
D'après l'article 6, tout enfant né d'un père tunisien ou d'une mère tunisienne est tunisien.

### Par naissance
Plusieurs cas sont prévus par la loi :
- L'enfant, dont le père et le grand-père sont nés en Tunisie, est tunisien s'il y est lui-même né aussi (article 7) ;
- L'enfant né en Tunisie de parents apatrides résidant en Tunisie depuis au moins cinq ans (article 8) ;
- L'enfant né en Tunisie de parents inconnus (article 9) ;
- Le nouveau-né trouvé en Tunisie (article 10).

### Par le bienfait de la loi
Trois cas sont prévus :
- L'épouse du citoyen tunisien si elle perd sa nationalité par son mariage avec ce dernier (article 13) ;
- L'épouse du citoyen tunisien peut acquérir la nationalité tunisienne après deux ans de résidence en Tunisie (article 14) ;
- L'étranger mineur adopté par un citoyen tunisien ou une citoyenne tunisienne (article 18).

### Par naturalisation
D'après l'article 20, tout étranger peut demander la nationalité tunisienne après cinq ans de résidence en Tunisie.
L'exemption de cette obligation de résidence est néanmoins possible dans les cas suivants (article 21) :
- Si l'étranger justifie que sa nationalité d'origine est tunisienne ;
- L'époux de la citoyenne tunisienne si la résidence du couple se situe en Tunisie au moment de la demande ;
- L'étranger qui a rendu à la Tunisie un service exceptionnel ou qui présente un intérêt exceptionnel.

## Déchéance
À partir de 2014, la déchéance de la nationalité est interdite, et ce conformément à l'article 25 de la Constitution, adopté après la révolution de 2011 : « Il est interdit de déchoir de sa nationalité tout citoyen tunisien, de l'exiler, de l'extrader ou de l'empêcher de retourner dans son pays ». Ceci est ensuite prévu par l'article 31 de la Constitution adoptée le 5 juillet 2022.

## Droit à la double nationalité
La double nationalité est autorisée sans aucune restriction.

## Avantages
La nationalité tunisienne permet, :
- De résider sur le territoire tunisien et de ne pas pouvoir être extradé, expulsé ou empêché d'y retourner[5] ;
- D'obtenir le passeport tunisien ;
- D'accéder aux services sociaux et économiques du pays ;
- De bénéficier du système de santé et de l'éducation publique ;
- De bénéficier des programmes d'aide offerts par le gouvernement pour soutenir les individus et les familles ;
- De participer à la vie politique du pays et être un électeur ;
- De postuler à des emplois dans l'administration publique ;
- D'exercer une profession réglementée dans le pays (sauf dérogation).